# 楊美人 (劉宋)
杨氏，南朝宋文帝刘义隆的美人，生子建安王刘休仁。

## 生平
刘义隆死后，杨氏为建安王太妃，和儿子一起生活。前废帝刘子业暴戾，将几个叔叔极力羞辱虐待，封刘休仁为杀王，还曾经命令右卫将军刘道隆等臣下当众轮奸杨太妃。杨太妃为保儿子性命，柔顺承受，刘休仁得以无恙。刘休仁帮助刘彧弑刘子业即位后，要求刘彧赐死了刘道隆。
刘彧即位后猜忌，对诸弟子侄残杀不休，杨太妃刘休仁母子深感惶恐，刘休仁每次被刘彧召见，都如临大难般和母亲诀别，入宫之后，杨太妃也时时派遣下人打探儿子消息。刘彧病重时候，终于将救过他性命的刘休仁杀死。杨太妃卒年不详。